# Senno Salzwedel
Senno Salzwedel (* 24. August 1959 in Waren (Müritz); † 27. Oktober 2023) war ein deutscher Gewichtheber. Er war Weltmeister 1985 im Stoßen und Vize-Weltmeister 1981 im Zweikampf im Superschwergewicht.

## Werdegang
Der gelernte Autoschlosser Senno Salzwedel begann 1974 mit dem Gewichtheben in Waren (Müritz) bei der damaligen BSG Lokomotive Waren/Rethwisch. Er wuchs sehr schnell in das Superschwergewicht (Klasse über 110 kg Körpergewicht) hinein. Aufgrund seines Talentes und seiner guten Leistungen wurde er 1978 zum TSC Berlin delegiert und dort von Eberhard Deutscher trainiert.
1979 machte er bei der DDR-Meisterschaft der Senioren im Superschwergewicht erstmals nachhaltig auf sich aufmerksam, als er mit 340 kg (145–195) hinter Gerd Bonk, 420 kg u. Schwerdtner, SC Einheit Dresden, 370 kg, den 3. Platz belegte. Im gleichen Jahr gewann er bei der Junioren-Weltmeisterschaft in Debrecen im Superschwergewicht mit 355 kg (150–205) den 3. Platz hinter dem Kubaner Mendez, 387,5 kg und Antonio Krastew aus Bulgarien, 385 kg. Mit 205 kg deutete er dabei schon seine Stärke im beidarmigen Stoßen an.
1980 steigerte sich Senno Salzwedel beim Pokal der blauen Schwerter in Meißen auf 380 kg (162,5–217,5) im Zweikampf und siegte damit vor Schwerdtner, der 372,5 kg erzielte. Diese Leistung übertraf er dann beim Baltic-Cup in Bollnäs/Schweden mit 410 kg (180–230) erheblich. Er siegte damit vor Wjatscheslaw Klokow, UdSSR, 397,5 kg und Larsson, Schweden, 350 kg. Trotz dieser starken Leistung wurde er nicht für die Olympischen Spiele in Moskau nominiert, wo er gute Chancen auf eine olympische Medaille gehabt hätte.
1981 wurde Senno Salzwedel mit 420 kg (185–235) DDR-Meister und bei der Welt- und Europameisterschaft, die in Lille stattfand, eingesetzt. Dort erzielte er im Zweikampf 417,5 kg (180–237,5) und belegte damit hinter Anatoli Pisarenko, UdSSR, 425 kg (187,5–237,5) sowohl bei der Welt- als auch bei der Europameisterschaft den 2. Platz.
Bei der Welt- und Europameisterschaft 1982 in Ljubljana erreichte Senno Salzwedel im Zweikampf 410 kg (182,5–227,5). Diese Leistung reichte nur zum 5. Platz. Den Sieg machten Anatoli Pisarenko, 445 kg und Antonio Krastew, 442,5 kg, unter sich aus. Beim Baltic-Cup 1982 in Imatra steigerte er sich wieder auf 420 kg (180–240) und kam damit hinter den sowjetischen Hebern Leo Kaplun, 432,5 kg und Alexander Gunjaschew, 432,5 kg, auf den 3. Platz.
1983 konnte Senno Salzwedel verletzungsbedingt nicht starten. Bei der Europameisterschaft 1984 in Vitoria erzielte er im Zweikampf 422,5 kg (185–237,5) und belegte damit hinter Anatoli Pisarenko, 450 kg (200–250) und Anton Krastew, 445 kg (195–250) den 3. Platz. An den Olympischen Spielen 1984 in Los Angeles konnte er wegen des Olympiaboykotts der sozialistischen Staaten nicht teilnehmen.
Bei der Europameisterschaft 1985 in Kattowitz gewann Senno Salzwedel mit 415 kg (187,5–237,5) hinter Alexander Gunjaschew, 417,5 kg und Leonid Taranenko, UdSSR, 415 kg, wieder eine Medaille im Zweikampf. Dies glückte ihm zwar bei der Weltmeisterschaft 1985 in Södertälje mit 417,5 kg (180–237,5) nicht. Er kam mit dieser Leistung nur auf den 5. Platz. Dafür reichte seine Leistung von 237,5 kg im Stoßen aber für den Gewinn des Weltmeistertitels aus, da Alexander Gunjaschew und Manfred Nerlinger aus der Bundesrepublik Deutschland, die ebenfalls 237,5 kg stießen, schwerer als er waren. Dieser Titelgewinn war der größte Erfolg seiner Laufbahn.
1986 gewann Senno Salzwedel bei der Europameisterschaft in Karl-Marx-Stadt mit 420 kg (185–235) hinter Antonio Krastew, 450 kg und Leonid Taranenko, 437,5 kg, wieder die Bronzemedaille im Zweikampf. Zu keiner Medaille reichte es für ihn aber bei der Weltmeisterschaft 1986 in Sofia. Er erzielte dort 392,5 kg (175–217,5), die nur zum 5. Platz reichten.
Im Jahre 1986 erzielte Senno Salzwedel bei der DDR-Meisterschaft mit 430 kg (187,5–242,5) seine persönliche Bestleistung im Zweikampf. Er bestritt nach 1986 keine großen Wettkämpfe mehr, war aber noch bis 1988 aktiv. Senno Salzwedel war nach Gerd Bonk und Jürgen Heuser der dritte Gewichtheber im Superschwergewicht aus der DDR, der in die Weltspitze vorstieß.

## Internationale Erfolge
(WM = Weltmeisterschaft, EM = Europameisterschaft, SS = Superschwergewicht, damals über 110 kg Körpergewicht)
- 1979, 2. Platz, Großer Preis von Berlin (Junioren), SS, mit 345 kg (150–195), hinter Mendez, Kuba, 360 kg;
- 1979, 3. Platz, Junioren-WM in Debrecen, SS, mit 355 kg (150–205), hinter Mendez, 387,5 kg u. Antonio Krastew, Bulgarien, 395 kg;
- 1980, 1. Platz, Pokal der blauen Schwerter in Meißen, SS, mit 380 kg (162,5–217,5) vor Schwerdtner, DDR, 372,5 kg u. Surbanovic, Jugoslawien, 345 kg;
- 1980, 1. Platz, Baltic-Cup in Bollnäs/Schweden, SS, mit 410 kg (180–230), vor Wjatscheslaw Klokow, UdSSR, 397,5 kg u. Larsson, Schweden, 350 kg;
- 1981, 2. Platz, Pokal der blauen Schwerter in Meißen, SS, mit 395 kg (175–220), hinter Jürgen Heuser, DDR, 427,5 kg u. vor Kempe, DDR, 390 kg;
- 1981, 2. Platz, WM + EM in Lille, SS, mit 417,5 kg (180–237,5), hinter Anatoli Pisarenko, UdSSR, 425 kg (187,5–237,5) und vor Tadeusz Rutkowski, Polen, 415 kg (182,5–232,5);
- 1982, 3. Platz, Pokal der blauen Schwerter in Meißen, SS, mit 385 kg (165–220), hinter Jürgen Heuser, 420 kg (180–240) u. Kempe, 400 kg;
- 1982, 5. Platz, WM + EM in Ljubljana, SS, mit 410 kg (182,5–227,5); Sieger: Anatoli Pisarenko, 445 kg vor Antonio Krastew, 442,5 kg;
- 1982, 3. Platz, Baltic-Cup in Imatra, SS, mit 420 kg (180–240), hinter Leo Kaplun, UdSSR, 432,5 kg u. Alexander Gunjaschew, UdSSR, 432,5 kg;
- 1984, 1. Platz, Pokal der blauen Schwerter in Meißen
- 1984, 3. Platz, EM in Vitoria, SS, mit 422,5 kg (185–237,5), hinter Anatoli Pisarenko, 450 kg (200–250) u Antonio Krastew, 445 kg (195–250);
- 1985, 3. Platz, EM in Kattowitz, SS, mit 415 kg (187,5–227,5), hinter Alexander Gunjaschew, 417,5 kg u. Leonid Taranenko, UdSSR, 415 kg;
- 1985, 5. Platz, WM in Södertälje, SS, mit 417,5 kg (180–237,5), hinter Antonio Krastew, 437,5 (202,5–235), Alexander Gunjaschew, 432,5 (195–237,5), Manfred Nerlinger, BRD, 422,5 (185–237,5) u. Leonid Taranenko, 417,5 (185–232,5);
- 1986, 3. Platz, EM in Karl-Marx-Stadt, SS, mit 420 kg (185–235), hinter Antonio Krastew, 450 kg (207,5–242,5) u. Leonid Taranenko, 437,5 kg (195–242,5);
- 1986, 5. Platz, WM in Sofia, SS, mit 392,5 kg (175–217,5), hinter Anton Krastew, 460 kg (215–245), Manfred Nerlinger, 430 kg (185–245), Robert Skolimowski, Polen, 410 kg u. Judeczek, CSSR, 400 kg

## Einzelmedaillen bei Welt- und Europameisterschaften
- WM-Goldmedaille: 1985/Stoßen,
- WM-Silbermedaille: 1981/Stoßen
- EM-Silbermedaillen: 1981/Stoßen, 1985/Stoßen,
- EM-Bronzemedaillen: 1984/Stoßen, 1985/Reißen, 1986/Reißen, 1986/Stoßen

## DDR-Meisterschaften
- 1979, 3. Platz, SS, mit 340 kg, hinter Gerd Bonk, Karl-Marx-Stadt, 420 kg und Schwerdtner, Dresden, 370 kg
- 1981, 1. Platz, SS, mit 420 kg, vor Gert Kempe u. Heiko Müller, beide Karl-Marx-Stadt,
- 1982, 1. Platz, SS, mit 427,5 kg, vor Gert Kempe,
- 1984, 1. Platz, SS, mit 405 kg, vor Gert Kempe u. Bernd Löscher, Meißen,
- 1985, 1. Platz, SS, mit 405 kg,
- 1986, 1. Platz, SS, mit 430 kg, vor Roland Steuk, TSC Berlin